# إلكا أغريكولا
إلكا أغريكولا (بالألمانية: Ilka Agricola) ولدت في 8 أغسطس عام 1973 في لاهاي، هي رياضيتية ألمانية تُركز في عملها على الهندسة التفاضلية وتطبيقاتها في الفيزياء الرياضية. سبق لها وأن شغلت منصب عميد كلية الرياضيات وعلوم الحاسوب في جامعة ماربورغ، كما كانت مسؤولة عن تقديم دورات تعليمية وتدريبية لجمهور الجامعة فضلا عن طلابها.

## الحياة والعمل
درست أغريكولا الفيزياء في جامعة ميونيخ التقنية وجامعة لودفيغ ماكسيميليان في ميونخ من عام 1991 إلى عام 1996. واصلت مسيرتها الدراسية لكن هذه المرة في جامعة روتجرز في ولاية نيو جيرسي بالولايات المتحدة واستمرت هناك حتى نهاية عام 1997 عندما انتقلت وذهبت إلى جامعة هومبولت في برلين. في عام 2000 حصلت على شهادة دكتوراه في الرياضيات تحت إدارة العالِم الآخر توماس فريديريك.
من 2003 إلى 2008، قادت واحدة من مؤسسات فولكس واجن لتمويل المجموعات البحثية في جامعة هومبولت في مجال الهندسة والفيزياء الرياضية. من عام 2004 إلى عام 2008 شغلت منصب مديرة مشروع الأولوية في برنامج نظرية الأوتار في مؤسسة الأبحاث الألمانية.
حصلت أغريكولا على شهادة التأهل للأستاذية في عام 2004 من جامعة غرايفسفالت في الرياضيات، وفي عام 2008 تم تعيينها كأستاذة في جامعة ماربورغ. منذ تشرين الثاني/نوفمبر 2014 وهي عميدة كلية الرياضيات وعلوم الحاسوب.
أغريكولا هي رئيسة تحرير مجلة الاتصالات في الرياضيات وهي دورية أكاديمية تهتم بمجال الرياضيات وتتكلف دي غراينتر بنشرها.

## الجوائز والأوسمة
في عام 2003 حصلت إلكا أغريكولا على وسام الشرف من جامعة تشارلز في براغ. وفي عام 2016 مُنحت جائزة التميز في الدرسات الرياضية من جامعة ألمانية وذلك خلال مؤتمر رؤساء الجامعات الألمانية كما تم تكريمها والاحتفاء بها هناك اعترافا بإسهاماتها في تطوير مجال وعلوم الرياضيات.